# تدلي اللسان
تدلي اللسان أو سقوط اللسان (بالإنجليزية: Glossoptosis)‏ هي حالةٌ طبية وشذوذٌ يحدثُ فيه تدلٍ سفلي أو تراجعٍ في اللسان. قد يسبب عدم اندماجٍ في الحنك الصلب؛ مما يؤدي لحدوث حنك مشقوق.
يعتبر تدلِ اللسان، واحدًا من علامات تسلسل بيير روبن ومتلازمة داون.